# Sing a Song of Sixpence

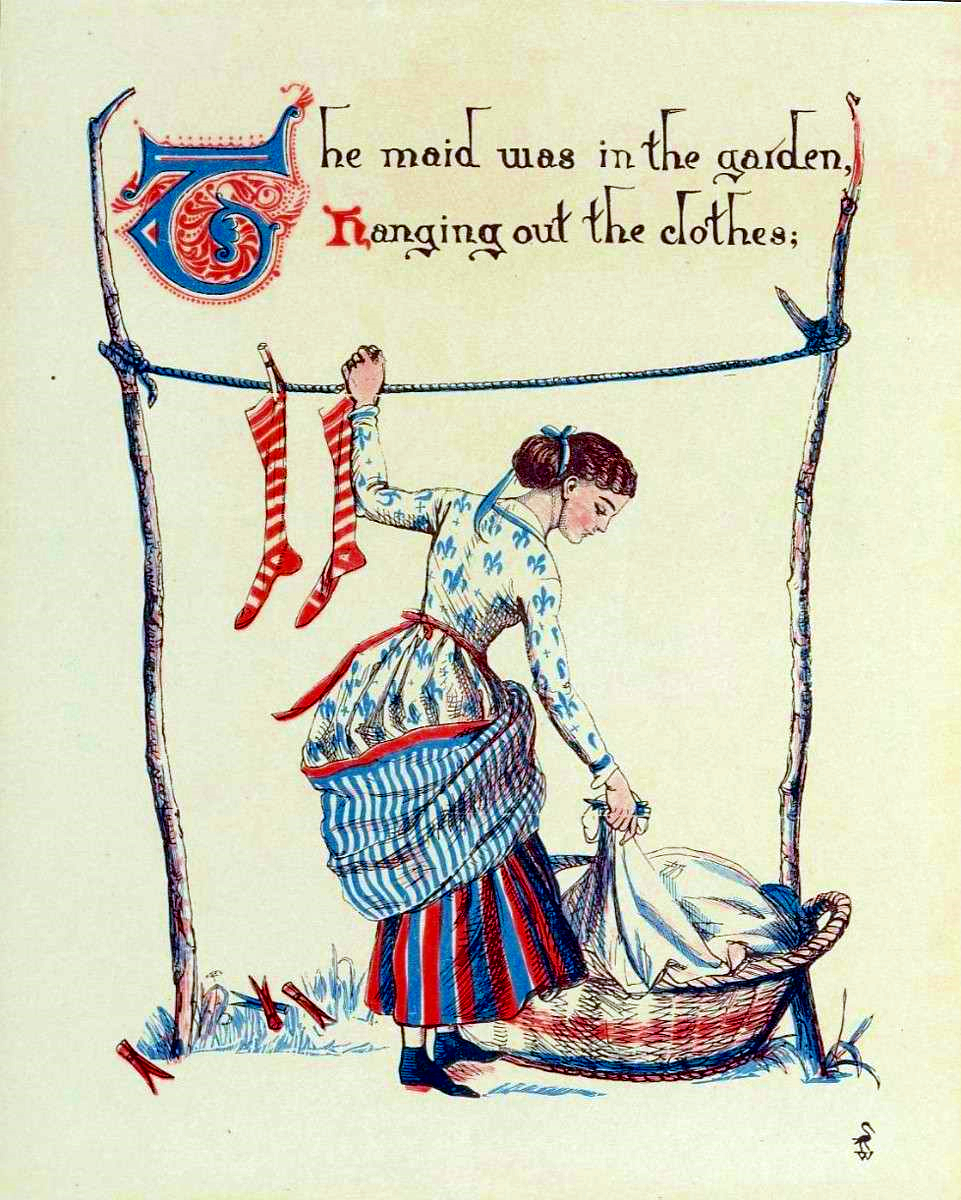
Illustrazione di Walter Crane raffigurante la domestica che stende i panni (1864)

Sing a Song of Sixpence (traducibile in "canta una canzone da sei penny" o "canta una canzone da sei soldi") è una filastrocca inglese forse originaria del XVIII secolo.

## Storia
Sebbene il sixpence menzionato nel testo sia, nello specifico, una moneta britannica coniata per la prima volta nel 1551, il termine può indicare più genericamente sei penny, che corrispondono al valore di un sixpence. Le origini della filastrocca sono incerte. Si presume che sia in parte ispirata a La dodicesima notte di Shakespeare (ca. 1602), ove Toby Belch dice al giullare Feste Come on; there is sixpence for you: let's have a song ("Ovvia, eccoti ancor mezzo scellino. Cantaci una canzone" nella traduzione in lingua italiana) e in Bonduca (1614) di Beaumont e Fletcher, dove viene riportato Whoa, here's a stir now! Sing a song o' sixpence! ("Oh, quanto fermento! Canta una canzone da sei soldi!").
In passato la filastrocca veniva attribuita a George Steevens (1736-1800), che lo avrebbe usato in un gioco di parole a detrimento del poeta laureato Henry James Pye (1745-1813) nel 1790, ma il primo versetto della filastrocca era già apparso in una stampa nel Tommy Thumb's Pretty Song Book, pubblicato a Londra intorno al 1744, nella forma:
A bag full of Rye,

Four and twenty Naughty Boys,

Baked in a Pye.»
Una borsa piena di segale,

Ventiquattro ragazzacci,

Venivano cotti in una torta.»
La seconda versione stampata a noi pervenuta risale intorno al 1780, contiene due versi e i ragazzi sono stati sostituiti da uccelli. La prima versione della filastrocca con quattro versi è raccolta in Gammer Gurton's Garland or The Nursery Parnassus del 1784; essa termina dicendo che una gazza attacca la sfortunata cameriera. A partire dalla metà del XIX secolo cominciarono ad aggiungersi dei versetti con finali più allegri.
Sing a Song of Sixpence è inserita al numero 13191 del Roud Folk Song Index.

## Testo

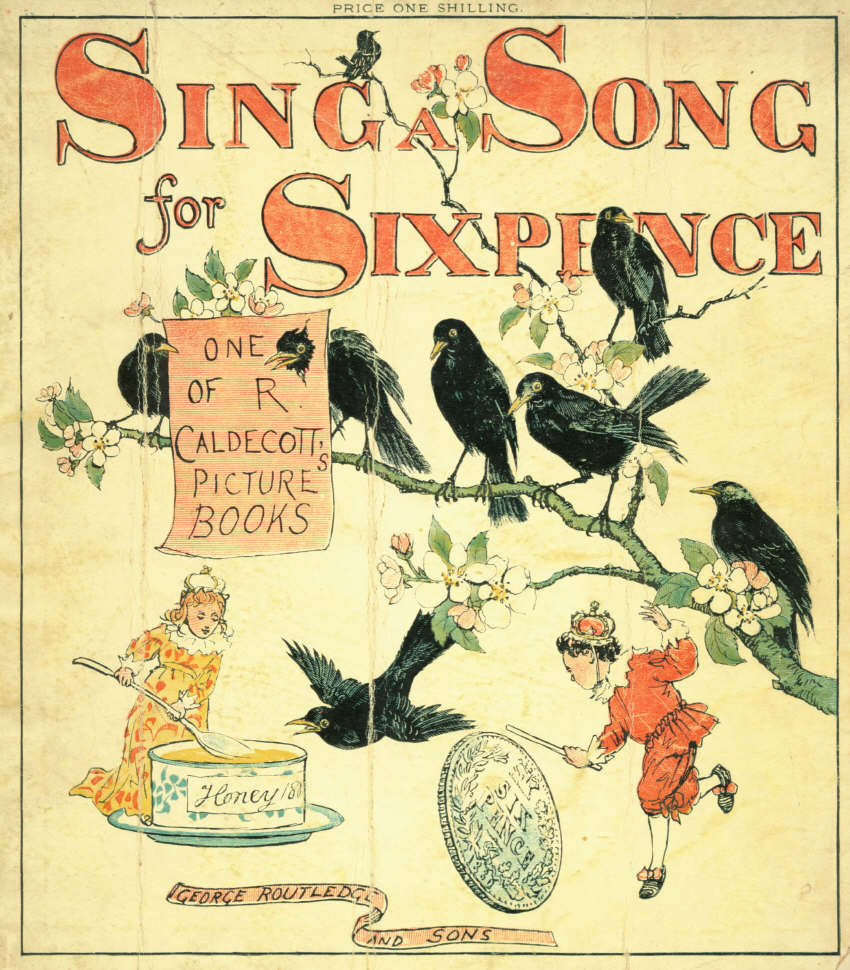
Copertina del libro illustrato realizzata da Randolph Caldecott (1880)

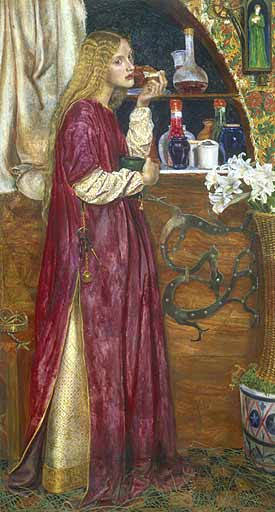
La regina che mangia pane e miele dipinta da Valentine Cameron Prinsep (1860)

Una delle più note versioni conosciute di Sing a Song of Sixpence recita:
A pocket full of rye.

Four and twenty blackbirds

Baked in a pie.»
The birds began to sing;

Wasn't that a dainty dish

To set before the king?»
Counting out his money;

The queen was in the parlour,

Eating bread and honey.»
Hanging out the clothes,

When down came a blackbird

And pecked off her nose.»
there came a little wren,

As she sat upon a chair,

and put it on again.»
Una tasca piena di segale.

Ventiquattro merli

Venivano cotti in una torta.»
Gli uccelli iniziarono a cantare;

Non era forse un piatto prelibato

Da servire al re?»
Contava i suoi soldi;

La regina era nel salotto,

Mangiava pane e miele.»
Stendeva i panni,

Quando scese un merlo

E le beccò il naso.»
venne un piccolo scricciolo,

Mentre lei si sedeva su una sedia,

e glielo rimise a posto.»
La riga finale della quarta strofa può contenere delle piccole variazioni. In una di esse, il naso viene beccato o mozzato. I versi successivi servono a rendere il finale meno violento:
who sewed it on again;

He sewed it on so neatly,

the seam was never seen.»
che glielo rimise a posto;

Lo sistemò così bene,

che i segni della cucitura non vennero mai notati.»
Oppure:
that little Jenny wren

Flew down into the garden,

and put it back again.»
che il piccolo scricciolo di Jenny

volato giù nel giardino,

lo rimise a posto.»

## Interpretazioni

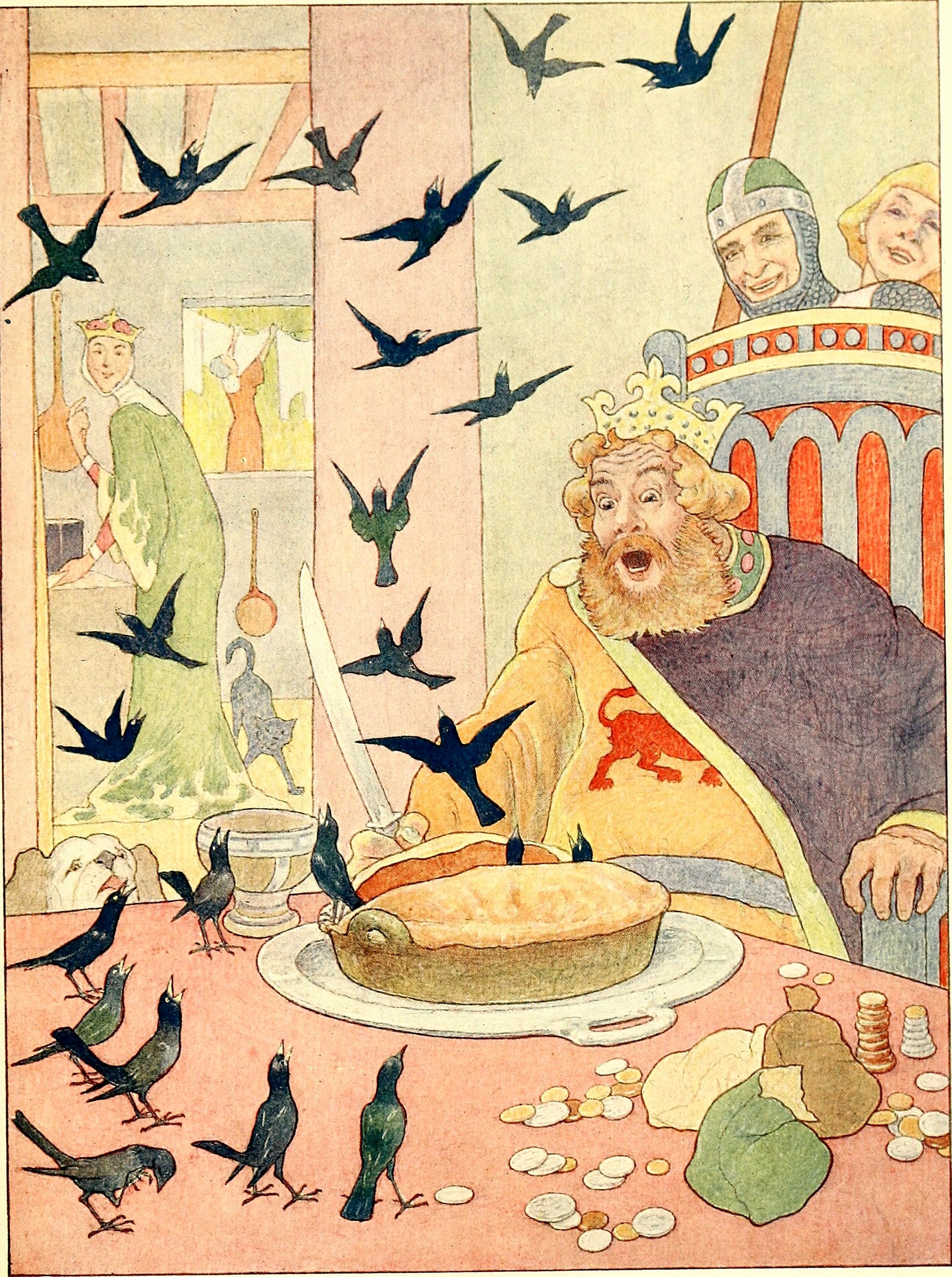
Il re taglia la torta e da essa fuoriescono gli uccelli (1920).

Esistono numerose interpretazioni di Sing a Song of Sixpence. Una forma d'intrattenimento diffusa in Inghilterra durante il sedicesimo secolo consisteva nel servire tra i pasti delle torte contenenti uccelli ancora vivi. L'Epulario di Giovanni Rosselli, originariamente pubblicato nel 1516, riporta che, dopo aver preparato la sfoglia, "gli metterai delli uccelli vivi quanti che ve ne possono capire, et detti uccellini vogliono esser posti in quel punto che gli vuoi mandar in tavola, et serviti innanti a quelli, che siedono a convito farai levar il coperchio di sopra, et volaranno quelli uccellini, et questo per dare festa, et solazzo alla brigata". Questa pietanza inusuale viene anche citata in un libro di cucina di John Nott del 1725. Un parallelismo avvenne nel 1600  durante le nozze tra Maria de' Medici ed Enrico IV di Francia, sovraintese da Bernardo Buontalenti: dopo essersi seduti e aver aperto i tovaglioli, gli ospiti videro volare via da essi degli uccelli.
Nel loro The Oxford Dictionary of Nursery Rhymes del 1951, Iona e Peter Opie riportano che la filastrocca si ispira ad una serie di eventi storici e simboli folcloristici: la regina simboleggerebbe la luna, il re il sole e i merli il numero di ore in un giorno. Secondo gli autori, sarebbe altresì possibile che i merli alluderebbero ai monaci durante il periodo della dissoluzione dei monasteri da parte di Enrico VIII, con Caterina d'Aragona che rappresenterebbe la regina e Anna Bolena la domestica. Si pensa che la segale e gli uccelli rappresentino un tributo inviato a Enrico VII; ad un altro livello, la "tasca piena di segale" potrebbe infatti riferirsi a un termine di misura più antico. Il numero 24 potrebbe essere legato alla Riforma e alla stampa della Bibbia in lingua inglese, il cui alfabeto conteneva 24 lettere. Da un punto di vista più folcloristico, il merlo che prende il naso della fanciulla è una metafora di un demone che le ruba l'anima.
Non è stata trovata alcuna vera prova a sostegno di queste teorie: dato che la prima versione ha soltanto una strofa e menziona dei "cattivi ragazzi" e non merli, queste interpretazioni possono essere applicabili solo se si presume che le versioni stampate più di recente abbiano accuratamente conservato dei riferimenti autentici con le tradizioni del passato.
Sebbene non vi sia alcuna interpretazione assolutamente certa, ve n'è tuttavia una che è certamente falsa: stando ad essa, il pirata Barbanera scrisse il testo di Sing a Song of Sixpence come codice per reclutare i membri del suo equipaggio. Si tratta in realtà di una leggenda metropolitana creata dal sito web Snopes per incitare la gente a usare la propria testa senza credere a tutto ciò che le viene detto.